# Володимирський дитинець

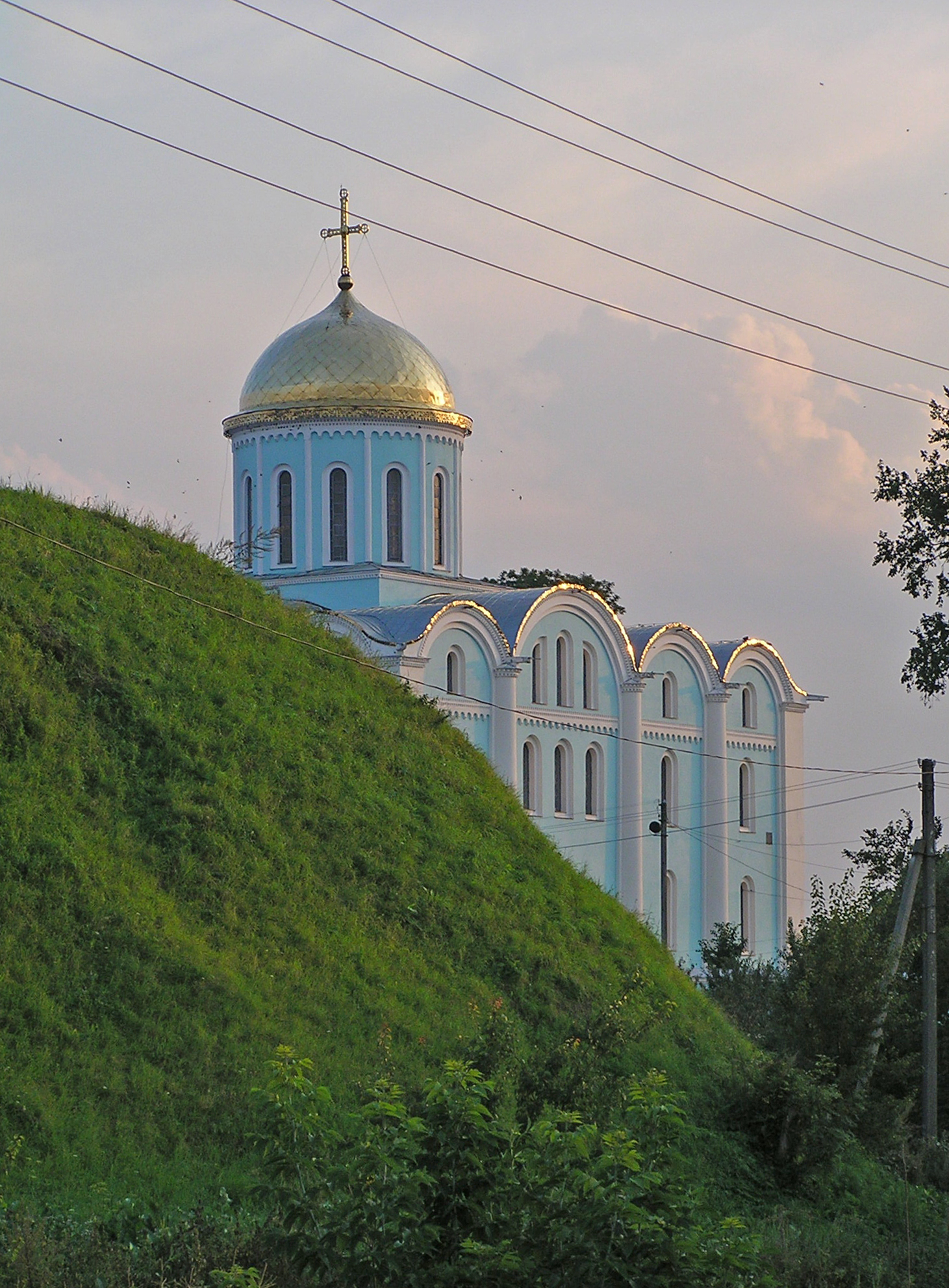
Земляні вали Володимирського дитинця перед Успенським собором

Володимирський дитинець — центральна укріплена частина давнього Володимира, столиці Волинського князівства. Нині від дитинця Володимира збереглися вали висотою 6-8 м.

## Опис
Дитинець Володимира був прямокутним у плані із закругленими кутами («волинський тип») і перебував на невеликому підвищенні серед заболоченої низини на правому березі річки Луги при впадінні в неї річки Смоч. Він займав площу 1,5 га і мав два в'їзди — більший з північної сторони і менший з південної. На валах були розташовані дерев'яні стіни з галереями і баштами. Навколо дитинця був викопаний рів, по якому був пропущений один з рукавів річки Смочи. На території дитинця перебувало кілька кам'яних храмів і теремів.

## Розташування
Навколо дитинця розташовувалося велике окольне місто, на території якого був побудований відомий Свято-Успенський собор. Дерев'яні укріплення Володимира-Волинського були зруйновані і спалені князем Васильком Романовичем на вимогу монгольського воєначальника Бурундая в 1261 році.
На даний момент вали дитинця Володимир-Волинського занесені до списку історичних і археологічних цінностей Волині. За весь час свого існування вали зазнали ряд змін. У міжвоєнний час поляки побудували на місці дитинця в'язницю, а за часів радянської влади тут існувала клініка для хворих на туберкульоз.